# Esenbeckia ecuadorensis
Esenbeckia ecuadorensis är en tvåvingeart som beskrevs av Lutz och Castro 1935. Esenbeckia ecuadorensis ingår i släktet Esenbeckia och familjen bromsar.
Artens utbredningsområde är Ecuador. Inga underarter finns listade i Catalogue of Life.